# Jürgen Schmieder (Politiker)

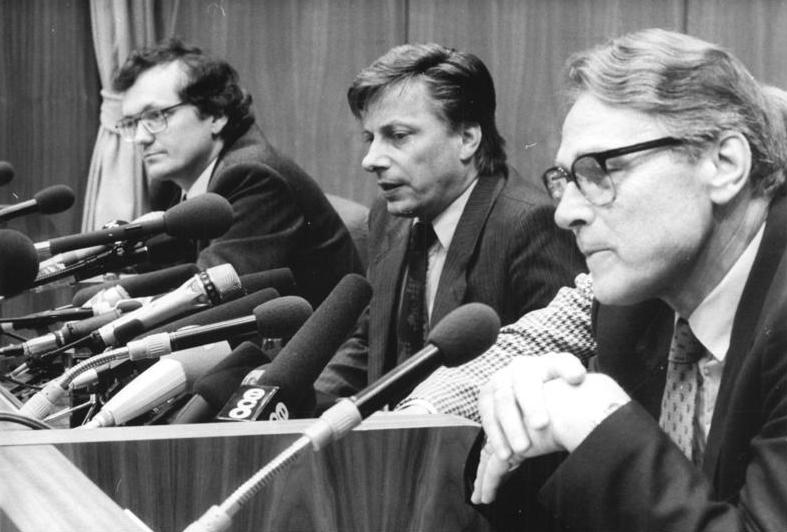
Jürgen Schmieder (links) 1990 mit Rainer Ortleb und Bruno Menzel

Jürgen Schmieder (* 23. Juni 1952 in Jahnishausen, heute Riesa) ist ein deutscher Politiker. Er war während der Wendezeit in der DDR von Januar bis August 1990 Vorsitzender der Deutschen Forumpartei sowie ab März 1990 deren Abgeordneter in der Volkskammer sowie nach der deutschen Wiedervereinigung von 1990 bis 1994 Bundestagsabgeordneter für die FDP.

## Beruflicher Werdegang
Schmieders Eltern waren Kaufleute. Er besuchte zunächst von 1959 bis 1965 eine POS in Riesa, anschließend die mathematisch-naturwissenschaftliche Spezialschule in Riesa. 1971 schloss Schmieder eine Lehre zum Hüttenelektriker ab und erwarb gleichzeitig das Abitur. Nach dem anschließenden Grundwehrdienst bei der NVA begann er 1973 ein Studium an der TH Karl-Marx-Stadt, welches er 1978 als Diplom-Ingenieur für Wärmetechnik abschloss. Für ein Jahr bekam Schmieder danach eine Stelle als Projektingenieur im Chemieanlagenbau Leipzig-Grimma.
Als wissenschaftlicher Assistent arbeitete er von 1979 bis 1983 wieder an der TH Karl-Marx-Stadt, wo er 1984 mit der Arbeit Vakuumtrocknung von Plastgranulat in einem Vakuum-Drehtrommeltrockner unter Anwesenheit von Inertgas zum Dr.-Ing. promoviert wurde. Von 1983 bis 1984 war er Entwicklungsingenieur im Kombinat Textima in Karl-Marx-Stadt. Anschließend wechselte Schmieder als leitender Mitarbeiter (Beauftragter für Sekundärenergienutzung) zum Rat des Bezirks Karl-Marx-Stadt, wo er bis 1987 tätig war. Danach war er bis zum Februar 1990 als stellvertretender Abteilungsleiter und Patentingenieur am Forschungszentrum für Umform- und Plastverarbeitungstechnik Zwickau, Betriebsteil Karl-Marx-Stadt, tätig. Parallel dazu belegte er ab 1989 ein Fernstudium zum Patentanwalt.
Ab 1995 war Schmieder für einige Zeit geschäftsführender Gesellschafter einer Existenzgründungs- und Unternehmensberatung tätig. Von 1997 bis 2000 war er Marketingdirektor des schwedisch-amerikanischen Unternehmens Curatus in Chemnitz-Roßdorf. Ab 1999 arbeitete er für die Volkssolidarität, zunächst als hauptamtlicher Stellvertreter des Geschäftsführers uns Bereichsleiter Soziale Dienste in Chemnitz und von 2001 bis 2018 als Geschäftsführer des Landesverbandes Sachsen der Volkssolidarität.

## Politischer Werdegang
Schmieder wurde 1982 Mitglied der LDPD. Von 1986 bis 1988 war er stellvertretender  LDPD-Stadtbezirksvorsitzender in Karl-Marx-Stadt-Nord. Zunächst in der Wendezeit im Neuen Forum aktiv, gehörte er im Dezember 1989 zu den Mitbegründern der Deutschen Forumpartei (DFP). Im Januar 1990 wurde er zum Parteivorsitzenden gewählt. Nachdem die DFP sich mit der LDP(D) und der neugegründeten FDP der DDR für die Volkskammerwahlen am 18. März zum Bund Freier Demokraten (BFD) zusammengeschlossen hatte, kandidierte Schmieder im Wahlkreis 9 (Bezirk Leipzig) auf Listenplatz 1 des Wahlbündnisses. Schmieder zog als Abgeordneter ein und wurde zu einem der sechs Stellvertreter der Volkskammerpräsidentin gewählt. Im August 1990 ging die DFP in der gesamtdeutschen FDP auf.
Schmieder gehörte zunächst nicht zu den 144 Volkskammerabgeordneten, die anlässlich der deutschen Einheit in den Bundestag übernommen wurden. Er kandidierte jedoch zu den Bundestagswahlen am 2. Dezember 1990 auf der Liste des FDP-Landesverbandes Sachsen mit Listenplatz 5. Da die FDP in Sachsen fünf Mandate erringen konnte, zog Schmieder in den 12. Deutschen Bundestag ein. Er arbeitete als Ordentliches Mitglied im Innenausschuss, im Ausschuss für Post- und Telekommunikation und im Rechtsausschuss (von August bis Oktober 1992) mit und war Stellvertretendes Mitglied des Finanzausschusses. Außerdem gehörte er der 1992 vom Bundestag eingesetzten Enquete-Kommission „Aufarbeitung von Geschichte und Folgen der SED-Diktatur“ an. Parallel war er von 1990 bis 1995 FDP-Kreisvorsitzender in Chemnitz sowie Mitglied des FDP-Landesvorstandes Sachsen. Zur Bundestagswahl am 16. Oktober 1994 bekam er keinen Listenplatz, sondern nur eine Kandidatur als Direktbewerber im Wahlkreis Chemnitz I (323). Dabei scheiterte er erwartungsgemäß mit nur 2,5 % der Erststimmen.